# Francesco Corbetta

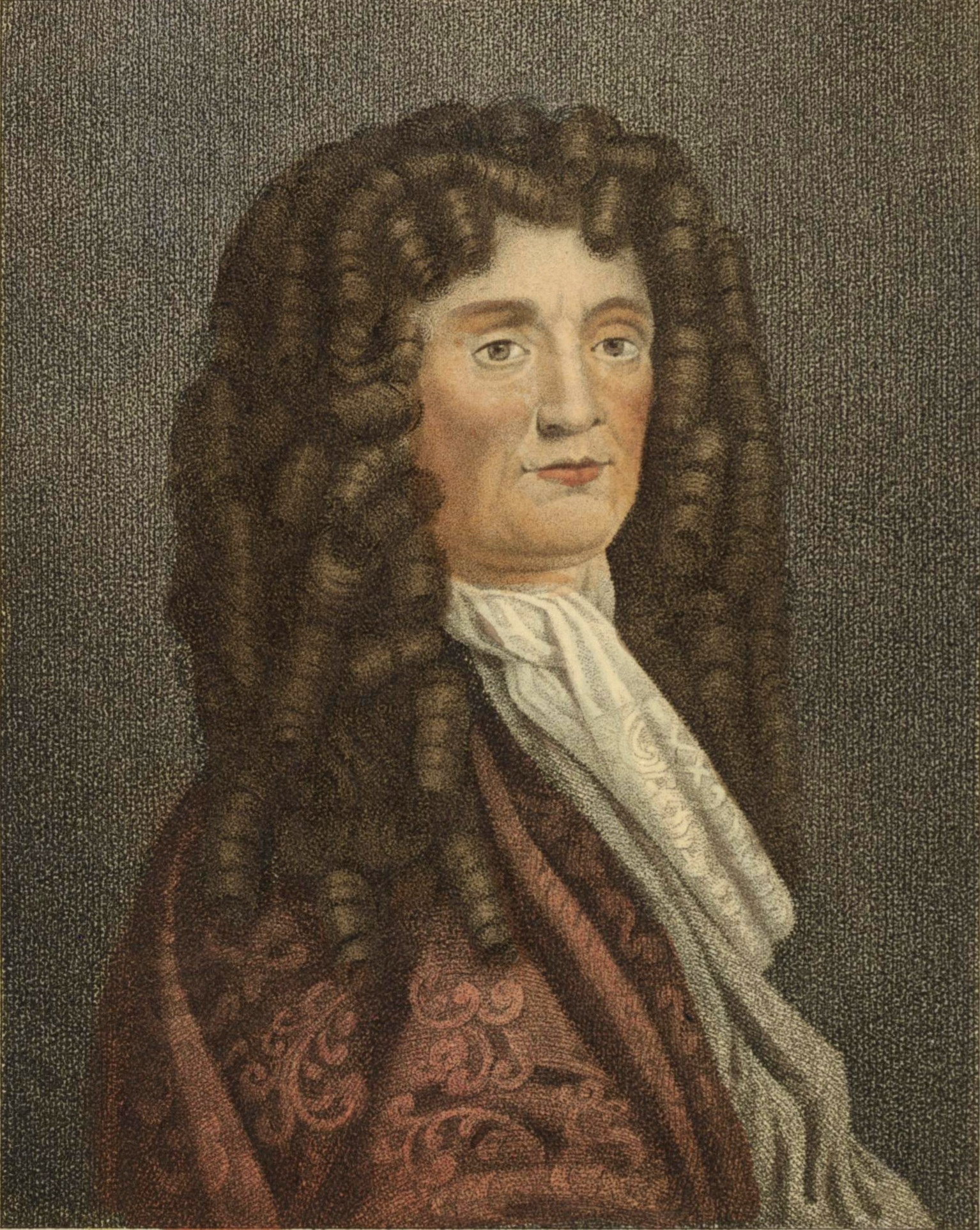
Francesco Corbetta

Francesco Corbetta (* um 1615 in Pavia; † 1681 in Paris), französisch auch Francisque Corbette, war ein italienischer Gitarrist und Komponist.

## Leben
Corbetta wirkte zunächst am Hof Ludwigs XIV. in Paris, danach an dem von Karl II. in London. Corbetta gilt als einer der einflussreichsten Gitarristen des 17. Jahrhunderts.
Von seinen Werken (unter anderem Suiten) sind fünf Bände mit Musik für die fünfchörige Barockgitarre erhalten. Der erste enthält vor allem Tanzsätze (etwa in Form der Folie) in Rasgueado-Technik, die späteren zeigen ihn als virtuosen Meister der Kombination von Rasgueado- und Punteado-Spiel. Hier finden sich (zum Beispiel im Band von 1643) auch wichtige Anmerkungen über das Generalbassspiel auf der Gitarre. Während seine früheren Kompositionen eher der italienischen Tradition folgten, wandte er sich in den letzten beiden Werkbänden ganz dem französischen Stil zu. Daneben war Corbetta ein einflussreicher Instrumentallehrer. Unter seinen Schülern befanden sich Robert de Visée, der Gitarrist und Komponist Giovanni Battista Granata (um 1622 – 1687), Komponist einer 1651 in Nuova Scielta di capricci armonici in Bologna publizierten Sinfonia à dui, von Soavi Concenti di Sonate (1659) und Verfasser von Novi Capricci armonici Musicali pour la Chitarra Spagnola (1674), und Remy Médard, Königin Anne von Großbritannien und Ludwig XIV. Seine Varii scherzi di sonate per la chitara spagnola widmete er Erzherzog Leopold Wilhelm von Österreich.

## Werke
- Scherzi Armonici (Bologna 1639)

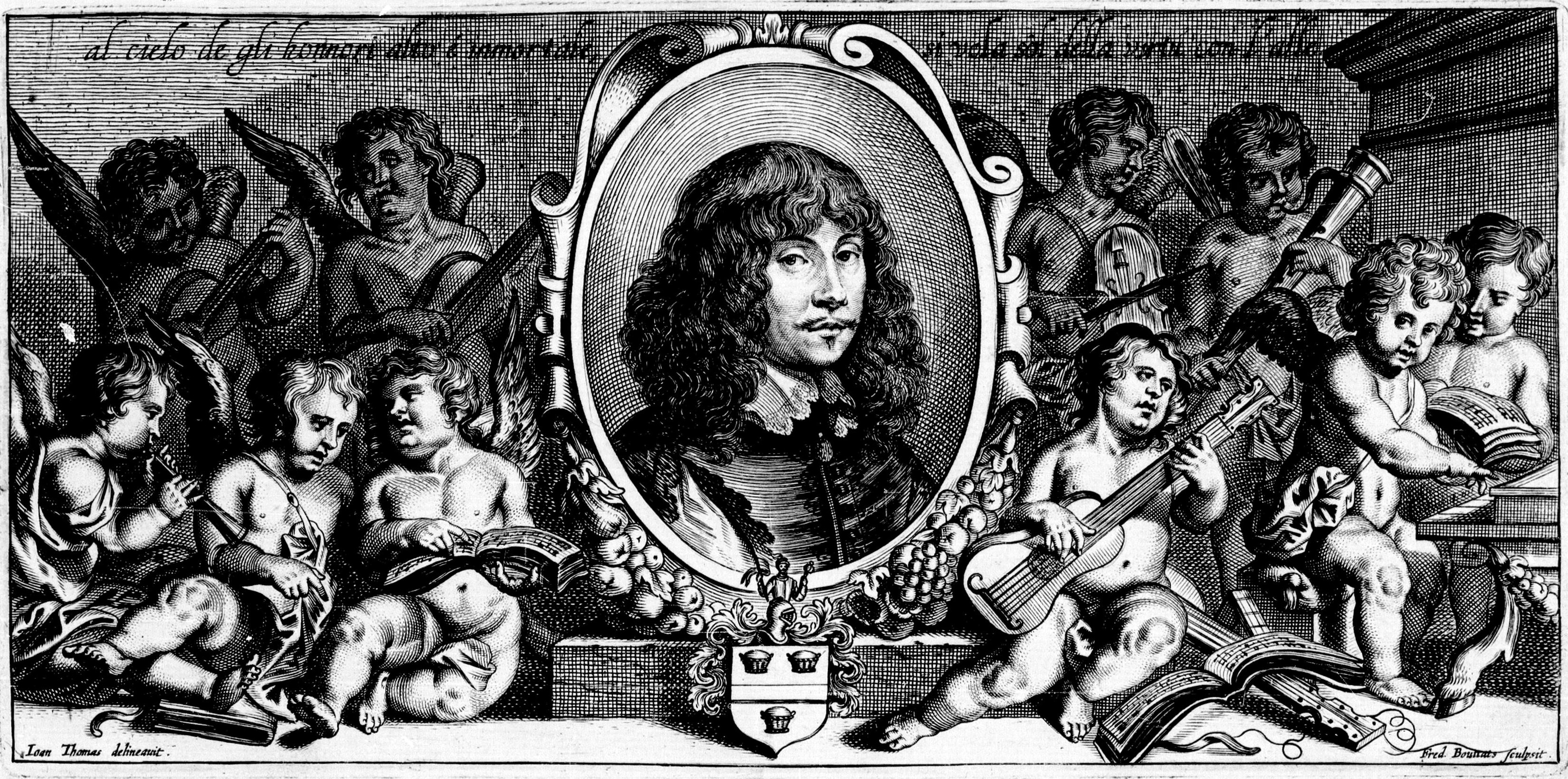
Porträt aus dem vierten Band der Varii scherzi

- Varii Capriccii per la Chitarra Spagnola (Mailand 1643)
- Varii Scherzi di Sonate per la Chitara Spagnola, Libro Quarto (Brüssel 1648)
- La Guitarre Royalle, dediée au Roy de la Grande Bretagne (Paris 1671)
- La Guitarre Royalle (Paris 1674)